# Royal Sporting Club Anderlecht 2023-2024
Questa voce raccoglie le informazioni riguardanti la Royal Sporting Club Anderlecht  nelle competizioni ufficiali della stagione 2023-2024.

## Stagione
Durante la sessione estiva di calciomercato, va segnalata la partenza del portiere titolare Verbruggen, che viene acquistato dal Brighton per 20 milioni di euro, per sostituirlo viene ingaggiato Maxime Dupè, in arrivo a parametro zero dal Tolosa. Svincolatosi Slimani, per ringiovanire l'attacco arrivano Dolberg, Vàsquez e Flips. La stagione si apre il 26 luglio con la sconfitta esterna con l'Union Saint-Gilloise (2-0), tuttavia, a partire dal successo ai danni dell'Anversa campione in carica (1-0), la squadra trova 4 vittorie consecutive riuscendo a toccare la vetta della classifica.

## Maglie e sponsor
| Casa | Trasferta | Terza maglia |

## Rosa
Aggiornata al 1º febbraio 2024. 

In corsivo i calciatori ceduti durante la stagione
| N. |                        | Ruolo | Calciatore          |
| -- | ---------------------- | ----- | ------------------- |
| 1  | Francia (bandiera)     | P     | Maxime Dupé         |
| 1  | Danimarca (bandiera)   | P     | Kasper Schmeichel   |
| 3  | Belgio (bandiera)      | D     | Hannes Delcroix     |
| 5  | Senegal (bandiera)     | D     | Moussa N'Diaye      |
| 7  | Belgio (bandiera)      | A     | Francis Amuzu       |
| 8  | Belgio (bandiera)      | A     | Alexis Flips        |
| 9  | Belgio (bandiera)      | A     | Benito Raman        |
| 10 | Belgio (bandiera)      | A     | Yari Verschaeren    |
| 11 | Belgio (bandiera)      | A     | Thorgan Hazard      |
| 12 | Danimarca (bandiera)   | A     | Kasper Dolberg      |
| 14 | Belgio (bandiera)      | D     | Jan Vertonghen      |
| 15 | Svezia (bandiera)      | D     | Ludwig Augustinsson |
| 16 | Danimarca (bandiera)   | P     | Mads Kikkenborg     |
| 17 | Belgio (bandiera)      | C     | Théo Leoni          |
| 18 | Ghana (bandiera)       | C     | Majeed Ashimeru     |
| 19 | Paesi Bassi (bandiera) | C     | Justin Lonwijk      |
| 20 | Argentina (bandiera)   | A     | Luis Vázquez        |

| N. |                        | Ruolo | Calciatore         |
| -- | ---------------------- | ----- | ------------------ |
| 21 | Guinea (bandiera)      | C     | Amadou Diawara     |
| 22 | Belgio (bandiera)      | D     | Louis Patris       |
| 23 | Belgio (bandiera)      | C     | Mats Rits          |
| 25 | Danimarca (bandiera)   | C     | Thomas Delaney     |
| 26 | Belgio (bandiera)      | P     | Colin Coosemans    |
| 29 | Belgio (bandiera)      | C     | Mario Stroeykens   |
| 32 | Ecuador (bandiera)     | A     | Nilson Angulo      |
| 33 | Argentina (bandiera)   | D     | Federico Gattoni   |
| 36 | Danimarca (bandiera)   | C     | Anders Dreyer      |
| 47 | Belgio (bandiera)      | D     | Lucas Lissens      |
| 54 | Belgio (bandiera)      | D     | Killian Sardella   |
| 55 | Belgio (bandiera)      | C     | Marco Kana         |
| 56 | Belgio (bandiera)      | D     | Zeno Debast        |
| 61 | Norvegia (bandiera)    | C     | Kristian Arnstad   |
| 62 | Panama (bandiera)      | D     | Michael Murillo    |
| 63 | Belgio (bandiera)      | P     | Timon Vanhoutte    |
| 77 | Inghilterra (bandiera) | A     | Tudor Mendel-Idowu |

## Calciomercato

### Sessione estiva[5]
| Acquisti         | Acquisti             | Acquisti     | Acquisti                   |
| R.               | Nome                 | da           | Modalità                   |
| ---------------- | -------------------- | ------------ | -------------------------- |
| A                | Kasper Dolberg       | Nizza        | definitivo (5 milioni €)   |
| P                | Kasper Schmeichel    | Nizza        | gratuito                   |
| A                | Luis Vázquez         | Boca Juniors | definitivo (4,5 milioni €) |
| A                | Alexis Flips         | Stade Reims  | definitivo (3,5 milioni €) |
| D                | Louis Patris         | OH Lovanio   | definitivo (3,5 milioni €) |
| C                | Mats Rits            | Club Bruges  | definitivo (2 milioni €)   |
| P                | Maxime Dupé          | Tolosa       | gratuito                   |
| A                | Tudor Mendel-Idowu   | Chelsea      | gratuito                   |
| C                | Justin Lonwijk       | Dinamo Kiev  | prestito                   |
| D                | Ludwig Augustinsson  | Siviglia     | prestito                   |
| C                | Thomas Delaney       | Siviglia     | prestito                   |
| Altre operazioni |                      |              |                            |
| R.               | Nome                 | da           | Modalità                   |
| D                | Bohdan Mychajličenko | Šachtar      | fine prestito              |
| C                | Kristoffer Olsson    | Midtjylland  | fine prestito              |
| P                | Timon Wellenreuther  | Feyenoord    | fine prestito              |
| A                | Mo Dauda             | Tenerife     | fine prestito              |
| A                | Mustapha Bundu       | FC Andorra   | fine prestito              |
| A                | Antoine Colassin     | Heerenveen   | fine prestito              |

| Cessioni | Cessioni               | Cessioni             | Cessioni                   |
| R.       | Nome                   | a                    | Modalità                   |
| -------- | ---------------------- | -------------------- | -------------------------- |
| P        | Bart Verbruggen        | Brighton             | definitivo (20 milioni €)  |
| D        | Hannes Delcroix        | Burnley              | definitivo (3 milioni €)   |
| C        | Kristoffer Olsson      | Midtjylland          | definitivo (2,8 milioni €) |
| D        | Noah Sadiki            | Union Saint-Gilloise | definitivo (2,8 milioni €) |
| D        | Michael Murillo        | Olympique Marsiglia  | definitivo (2,5 milioni €) |
| P        | Hendrik van Crombrugge | Genk                 | definitivo (1,3 milioni €) |
| P        | Timon Wellenreuther    | Feyenoord            | definitivo (1 milione €)   |
| C        | Marco Kana             | Kortrijk             | prestito                   |
| D        | Bohdan Mychajličenko   | Dinamo Zagabria      | gratuito                   |
| A        | Mo Dauda               | Tenerife             | gratuito                   |
| A        | Lior Refaelov          | Maccabi Haifa        | gratuito                   |
| C        | Aristote Nkaka         | Lierse               | gratuito                   |
| C        | Ishaq Abdulrazak       | Häcken               | prestito                   |
| A        | Islam Slimani          |                      | svincolato                 |
| C        | Adrien Trébel          |                      | svincolato                 |

### Sessione invernale[6]
| Acquisti | Acquisti         | Acquisti | Acquisti |
| R.       | Nome             | da       | Modalità |
| -------- | ---------------- | -------- | -------- |
| D        | Federico Gattoni | Siviglia | prestito |

| Cessioni | Cessioni       | Cessioni    | Cessioni      |
| R.       | Nome           | a           | Modalità      |
| -------- | -------------- | ----------- | ------------- |
| P        | Maxime Dupé    | Nizza       | n.d.          |
| D        | Lucas Lissens  | Lyngby      | n.d.          |
| A        | Benito Raman   | Samsunspor  | n.d.          |
| C        | Justin Lonwijk | Dinamo Kiev | fine prestito |
| A        | Alexis Flips   | Ankaragücü  | prestito      |

## Risultati

### Jupiler League

#### Girone di andata
| Arbitro: | Van Driessche |

|                                 |           |  |
| Eckert 30’ Puertas 90+8’ (rig.) | Marcatori |  |

| Arbitro: | Vergoote |

|                      |           |  |
| Dolberg 45+5’ (rig.) | Marcatori |  |

| Arbitro: | Visser |

|  |           |             |
|  | Marcatori | 52’ N'Diaye |

| Arbitro: | Lardot |

|                           |           |              |
| Dolberg 1’ Vertonghen 71’ | Marcatori | 80’ Jordanov |

| Arbitro: | D'hondt |

|                     |           |             |
| Leoni 34’ Amuzu 78’ | Marcatori | 76’ Andreou |

| Arbitro: | Van Driessche |

|                 |           |           |
| Arokodare 90+6’ | Marcatori | 70’ Amuzu |

| Arbitro: | Van Damme |

|                                 |           |                          |
| De Neve 19’ Avenatti 56’ (rig.) | Marcatori | 20’ Dolberg 90+6’ Dreyer |

| Arbitro: | Visser |

|             |           |                |
| Dolberg 40’ | Marcatori | 64’ Skov Olsen |

| Arbitro: | Staessens |

|          |           |                                            |
| Nuhu 38’ | Marcatori | 1’ Dreyer 67’ (aut.) Paeshuyse 88’ Vázquez |

| Arbitro: | Laforge |

|                                        |           |           |
| Stroeykens 14’ Dolberg 60’ Amuzu 90+3’ | Marcatori | 73’ Storm |

| Arbitro: | Lardot |

|                                |           |                        |
| Alzate 52’ Kawabe 55’ Ngoy 61’ | Marcatori | 18’ Dolberg 24’ Dreyer |

| Arbitro: | Verboomen |

|                                                 |           |          |
| Dreyer 12’, 42’, 86’ Dolberg 47’ Stroeykens 52’ | Marcatori | 6’ Misao |

| Arbitro: | Boterberg |

|  |           |                                       |
|  | Marcatori | 37’ Dolberg 40’ Dreyer 59’ Stroeykens |

| Arbitro: | Vergoote |

|             |           |                      |
| Samoise 38’ | Marcatori | 45+4’ (rig.) Dolberg |

| Arbitro: | Lambrechts |

|                                 |           |             |
| Dreyer 74’ (rig.) Vázquez 90+1’ | Marcatori | 16’ Mercier |

#### Girone di ritorno
| Arbitro: | D'hondt |

|         |           |                                    |
| Bos 90’ | Marcatori | 19’ Dreyer 67’ Delaney 82’ Dolberg |

| Arbitro: | Lardot |

|                        |           |                        |
| Dreyer 21’, 77’ (rig.) | Marcatori | 45+2’ Kawabe 55’ Kanga |

| Arbitro: | Lambrechts |

|                |           |          |
| Ilenikhena 89’ | Marcatori | 8’ Leoni |

| Arbitro: | Verboomen |

|                        |           |            |
| Leoni 74’ Dreyer 90+1’ | Marcatori | 70’ Fadera |

| Arbitro: | D'hondt |

|                        |           |  |
| Dreyer 10’ Vázquez 52’ | Marcatori |  |

| Arbitro: | Van Driessche |

|           |           |            |
| Maziz 10’ | Marcatori | 70’ Patris |

| Arbitro: | Vergoote |

|                                |           |                       |
| Vertonghen 35’ T. Hazard 90+2’ | Marcatori | 8’ Nilsson 29’ Amoura |

| Arbitro: | De Cremer |

|                                  |           |                          |
| Antonio 53’ Hairemans 90’ (rig.) | Marcatori | 8’ T. Hazard 78’ Vázquez |

| Arbitro: | Laforge |

|                     |           |  |
| Dreyer 45+1’ (rig.) | Marcatori |  |

| Arbitro: | Lambrechts |

|          |           |                                                |
| Dari 42’ | Marcatori | 6’ (aut.) Van Cleemput 29’ Dolberg 85’ Vázquez |

| Arbitro: | Van Driessche |

|                                                             |           |              |
| T. Hazard 49’ Stroeykens 52’ Dolberg 55’ Vázquez 75’ (rig.) | Marcatori | 8’ Steuckers |

| Arbitro: | Lambrechts |

|            |           |                          |
| Jutglà 18’ | Marcatori | 79’ Vázquez 90+1’ Angulo |

| Arbitro: | Smet |

|              |           |  |
| T. Hazard 9’ | Marcatori |  |

| Arbitro: | Laforge |

|  |           |                                              |
|  | Marcatori | 10’ Vertonghen 18’ Dreyer 31’ (rig.) Dolberg |

| Arbitro: | Lambrechts |

|  |           |            |
|  | Marcatori | 79’ Davies |

#### Champions' Play-offs
| Arbitro: | Vergoote |

|              |           |  |
| Sardella 52’ | Marcatori |  |

| Arbitro: | Lardot |

|                              |           |              |
| Mechele 3’ Onyedika 61’, 89’ | Marcatori | 90+1’ Dreyer |

| Arbitro: | Lambrechts |

|                       |           |                    |
| Dolberg 11’ Amuzu 76’ | Marcatori | 67’ (rig.) Puertas |

| Arbitro: | Lardot |

|                                   |           |            |
| Arokodare 14’ Zeqiri 90+1’ (rig.) | Marcatori | 75’ Dreyer |

| Arbitro: | Van Driessche |

|                           |           |  |
| Leoni 30’, 55’ Dreyer 32’ | Marcatori |  |

| Arbitro: | Lambrechts |

|            |           |                |
| Daland 51’ | Marcatori | 11’ Stroeykens |

| Saint-Gilles 5 maggio 2024, ore 18:30 CEST 37ª giornata | Union Saint-Gilloise | 0 – 0 referto | Anderlecht | Stade Joseph Marien\| Arbitro: \| Van Driessche \| |
| Arbitro:                                                | Van Driessche        |               |            |                                                    |

| Arbitro: | Visser |

|                             |           |               |
| Verschaeren 44’ Dolberg 70’ | Marcatori | 75’ Arokodare |

| Arbitro: | Lambrechts |

|  |           |          |
|  | Marcatori | 29’ Odoi |

| Arbitro: | Van Driessche |

|                                           |           |            |
| Matazo 63’ Doumbia 90+3’ Balikwisha 90+6’ | Marcatori | 41’ Dreyer |

### Coppa del Belgio
| La Louvière 31 ottobre 2023, ore 20:30 CET Sedicesimi di finale | La Louvière | 0 – 1     | Anderlecht | Stade du Tivoli |
| \| \| \| \| \| \| Marcatori \| 20’ Raman \|                     |             |           |            |                 |
|                                                                 |             |           |            |                 |
|                                                                 | Marcatori   | 20’ Raman |            |                 |

| Arbitro: | Van Driessche |

|                           |           |  |
| Stroeykens 31’ Dreyer 51’ | Marcatori |  |

| Arbitro: | D'hondt |

|                                       |           |              |
| Lapoussin 26’ K. Rodríguez 62’ (rig.) | Marcatori | 90+4’ Dreyer |

## Statistiche finali

### Statistiche di squadra
| Competizione     | Punti   | In casa | In casa | In casa | In casa | In casa | In casa | In trasferta | In trasferta | In trasferta | In trasferta | In trasferta | In trasferta | Totale | Totale | Totale | Totale | Totale | Totale | DR  |
| Competizione     | Punti   | G       | V       | N       | P       | Gf      | Gs      | G            | V            | N            | P            | Gf           | Gs           | G      | V      | N      | P      | Gf     | Gs     | DR  |
| ---------------- | ------- | ------- | ------- | ------- | ------- | ------- | ------- | ------------ | ------------ | ------------ | ------------ | ------------ | ------------ | ------ | ------ | ------ | ------ | ------ | ------ | --- |
| Pro League       | 63 + 14 | 20      | 15      | 3       | 2       | 38      | 16      | 20           | 7            | 8            | 5            | 32           | 26           | 40     | 22     | 11     | 7      | 70     | 42     | +28 |
| Coppa del Belgio | -       | 1       | 1       | 0       | 0       | 2       | 0       | 2            | 1            | 0            | 1            | 2            | 2            | 3      | 2      | 0      | 1      | 4      | 2      | +2  |
| Totale           | -       | 21      | 16      | 3       | 2       | 40      | 16      | 22           | 8            | 8            | 6            | 34           | 28           | 43     | 24     | 11     | 8      | 74     | 44     | +30 |

### Andamento in campionato
| Giornata  | 1  | 2 | 3 | 4 | 5 | 6 | 7 | 8 | 9 | 10 | 11 | 12 | 13 | 14 | 15 | 16 | 17 | 18 | 19 | 20 | 21 | 22 | 23 | 24 | 25 | 26 | 27 | 28 | 29 | 30 | 31 | 32 | 33 | 34 | 35 | 36 | 37 | 38 | 39 | 40 |
| --------- | -- | - | - | - | - | - | - | - | - | -- | -- | -- | -- | -- | -- | -- | -- | -- | -- | -- | -- | -- | -- | -- | -- | -- | -- | -- | -- | -- | -- | -- | -- | -- | -- | -- | -- | -- | -- | -- |
| Luogo     | T  | C | T | C | C | T | T | C | T | C  | T  | C  | T  | T  | C  | T  | C  | T  | C  | C  | T  | C  | T  | C  | T  | C  | T  | C  | T  | C  | C  | T  | C  | T  | C  | T  | T  | C  | C  | T  |
| Risultato | P  | V | V | V | V | N | N | N | V | V  | P  | V  | V  | N  | V  | V  | N  | N  | V  | V  | N  | N  | N  | V  | V  | V  | V  | V  | V  | P  | V  | P  | V  | P  | V  | N  | N  | V  | P  | P  |
| Posizione | 15 | 9 | 7 | 4 | 1 | 1 | 2 | 2 | 3 | 2  | 2  | 2  | 2  | 2  | 2  | 2  | 2  | 2  | 2  | 2  | 2  | 2  | 2  | 2  | 2  | 2  | 2  | 2  | 2  | 2  | 1  | 1  | 1  | 1  | 1  | 2  | 2  | 1  | 3  | 3  |

Legenda:

Luogo: C = Casa; T = Trasferta. Risultato: V = Vittoria; N = Pareggio; P = Sconfitta.